# Proctostephanus stuckeni
Proctostephanus stuckeni is een springstaartensoort uit de familie van de Isotomidae. De wetenschappelijke naam van de soort is voor het eerst geldig gepubliceerd in 1902 door Börner.